# Pont de Flandre

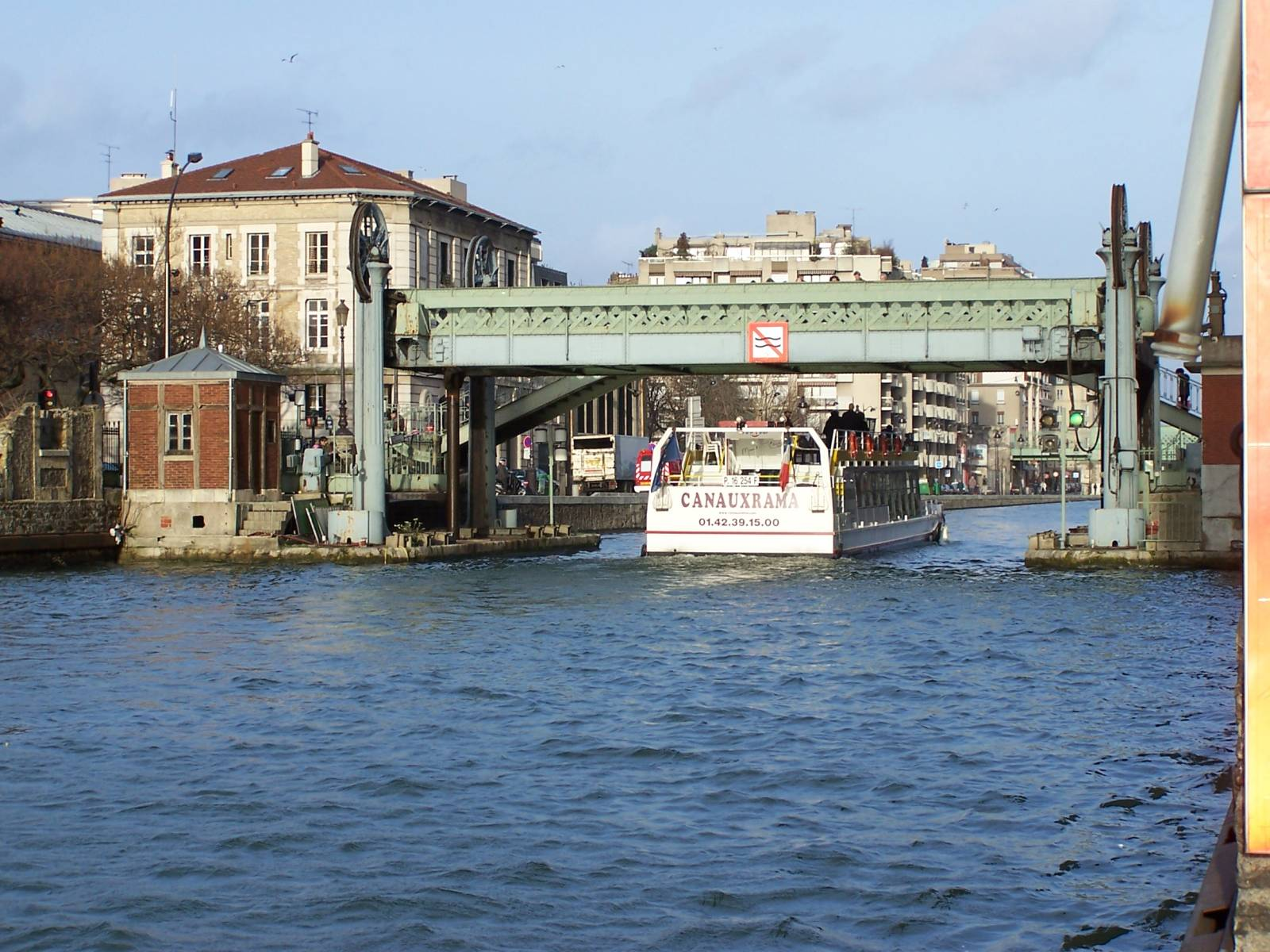
Zdvižený most

Pont de Flandre (česky Vlámský most) neboli Pont levant de la rue de Crimée (Zvedací most na Krymské ulici) je most v Paříži v 19. obvodu. Nachází se mezi vodními kanály Ourq a La Villette a vede přes něj ulice Rue de Crimée. Každoročně se jeho mostovka zvedne téměř 9 000x. Aby mohli pěší přecházet přes kanál i tehdy, je-li most zdvižený, byla vedle něj vybudována lávka.

## Historie
Ocelový most postavil v roce 1885 inženýr Edmond Humblot. V době svého vzniku byl třetím zdvihacím mostem ve Francii. Most dal název jedné z administrativních čtvrtí – quartier du Pont-de-Flandre.
Most i sousedící lávka jsou od roku 1993 zapsány na seznamu historických památek.